# Hontpázmány nemzetség Bényi ága
A Hontpázmány nemzetség Bényi ágának fészke, Bény falu a Garam jobb partján, Esztergom, Bars és Hont vármegyék határszélén állt, de valójában Esztergom vármegyébe esett, és itt Bényen állt a nemzetség ősi, díszes premontrei monostora is.

## Története
A Bényi ág első ismert ősei I. Pongrácz és Amadé nevű testvérek voltak.
Kettőjük közül Amadé volt az aki 1217 előtt a Bényi monostort alapította, mielőtt a Szentföldre utazott volna, és még az alapításkor a monostornak adta kéméndi birtokának egy részét is.
Amadé fia I. István neve 1262-ben merül fel először, amikor egy helimbai per intézése küldték ki. Ekkor őt a kancellária bényi lakosnak írta. 1273-ban halt meg, és a Bényi monostorba temették el. Halála előtt a monostort megerősítette végrendeletileg az apja által ajándékozott kéméndi birtokában, hozzácsatolva az ő ottani birtokrészét is.
I. Pongrácról, Amadé testvéréről nem maradtak fent adatok, Fiai I. Kázmér és I. Lampert voltak, akik 1236-ban a dömösi egyháznak visszaadták a Hont vármegyében, Szente és Lontó közt fekvő Csepel falu egy részét, amelynek közelében ők is birtokosok voltak. I. Lampert 1249-ben az esztergomi érsekséget iktatta be az esztergom megyei Örs birtokába. I. Kázmér neve 1272-ben is előfordult egy halimbai viszály elintézésére kiküldött bíróként.
I. Pongrác két fia közül I. Kázmér (1236–1262) 6 fia: II. Pongrácz, Ugrin, I. Péter, III. Lampert, István és László hősies harcaik és borzasztó rablásaik által váltak hírhedtté. Közülük Ugrin, Péter és III. Lampert a Borsod vármegyei Novaji (Nohe) birtokukat elcserélték az Ipoly menti Pereszlény és Tésa részeiért. Ez időben a testvérek közül III. Lampert már kitűnt erőszakos jellemével. Neje Kékkövi Anna volt, Forró Péternek a hatalmas gyarmati Balassa család egyik ősének leánya volt. Mivel apósa halálakor neje még nem kapta meg a leánynegyedet III. Lampert erővel visszatartotta Kékkő és Gyarmat várát. Ez azonban csak kezdete volt I. Kázmér fiai rombolásainak és erőszakoskodásainak. Kikezdtek Csák III. Mátéval is, 1299-ben elfoglalták annak Csejte, Bajmóc, Rajec és Rahova nevű várait. A királlyal és az esztergomi érsekkel való ellenszegüléseik eredményeként pedig birtokaikat is elvesztették egy időre. 
Az oklevelek 1356-ban említették Ugrin (1263–1276) fia Demeter (1357–1359) nevét, I. Péter (1276–1299) fiát Cseh Miklóst (1357–1359) és III. Lampert (1288–1299) fiát III. Istvánt (1357–1359) is, akiket Hontpázmány nemzetségbeli bényi (de Bwn) nemeseknek írják.
I. Pongrác I. Lampert (Öreg) nevű fiának is három fia: I. Miklós (1312), András (1312) II. Péter (1312) volt, akik a fennmaradt adatok szerint 1312-ben beleegyeztek – elővételi joguk ellenére – a Hont megyei Hrusó és Nyék eladásába. Ismert volt még az ágból Pázmány, akinek fia II. Lampert (1287), annak fia II. Kázmér, aki 1289-ben békásmegyeri, dorogi és csévi (Buda és Esztergom közé eső) birtokait odaadja az esztergomi káptalannak cserébe a rajeci uradalomban való részéért.